# Aeonium cabrerae
Aeonium cabrerae är en fetbladsväxtart som först beskrevs av A. Santos, och fick sitt nu gällande namn av A. Banares. Aeonium cabrerae ingår i släktet Aeonium och familjen fetbladsväxter. Inga underarter finns listade i Catalogue of Life.